# Morva nyelv
A morva nyelv (morvául moravščina, csehül moravština, moravský jazyk) vitatott szláv nyelv, amelyet Morvaország lakossága beszél. Hivatalosan Csehországban a cseh egyik nyelvjárásának tekintik, míg a morvák tekintélyes hányada és egyes nyelvészek szerint ez külön nyelv. A cseh könyvekben is gyakorta tudatosan próbálják összemosni a morva nyelvet a cseh nyelvvel, mégpedig úgy, hogy a mostani beszélt morvát összevetik ó-cseh szövegekben fennmaradt szavakkal, ezzel egyfajta primitív és archaikus nyelvjárássá próbálják degradálni a morvát. Holott ismert, hogy a szláv nyelvek régebbi állapotukban több azonosságot tartalmaznak, mint a mostani formáik.
A morva nyelvet egyes morva értelmiségi körök rendszerezni, szabályozni szeretnék, ami a cseheknél értelemszerűen ellenállást vált ki. Morvaországban a kérdést illetően patthelyzet alakult ki, mert van egy harmadik oldal, amely a tartományban a hagyományos irodalmi cseh nyelvet akarja használni hivatalos nyelvként, azonban Csehország hagyná, hogy nyelvi reform által az úgynevezett közcseh nyelvből csináljanak irodalmi nyelvet.

## A morva nyelv kérdése
A cseh szakirodalom által tagadott szakadék a morva és a cseh között valójában fennáll. Legfőképp a külföldi munkákban lehet képet kapni a morva nyelv helyzetéről. Morvaországot a Cseh–Morva-dombság jól izolálta, ezért itt konzerválódtak a nyelvjárások, szemben a cseh nyelvjárásai ma nagyrészt megszűntek és csak szigetformában fordulnak elő archaikus elemeket őrző cseh nyelvjárások. Történelmi helyzete is más volt a morváknak: dokumentumok és feltárások sora bizonyítja, hogy a morva és a cseh évszázadokon át két külön nép volt. A Cseh Királyságon belül a morváknak megvolt a maguk autonómiája, a nyelvüket is külön említették (és a morvák is külön nyelvnek tartották), amelyet még oktattak is az iskolákban. 1755-ig vámhatár választotta el egymástól a két országot, ezért Morvaországnak gazdasági kapcsolatai elsősorban Alsó-Ausztria és Magyarország felé voltak, Csehország gazdasági útvonalai Szászország, Lengyelország és Szilézia felé tolódtak. A morvák és a csehek kapcsolatát olykor konfliktusok is kísérték, így a huszita háborúk idején is Morvaország nem a cseh huszitákat, hanem a pápát és Luxemburgi Zsigmond császárt támogatta.
Az a nézet, hogy a morvák csak a csehek egy néprajzi csoportja és nyelvük a cseh egy nyelvjárása mindössze a 19. században terjedt el, bár elhangzottak ugyan korábban is állítások, így Comenius részéről, hogy a morvák a csehek alá tartoznak, ezzel szemben akkortájt még a szlovákokat is durvább tájszólás-sal beszélő cseheknek tartották. Morvaországban is bevezették a Csehországban kodifikált nyelvet, melyet egyesek próbáltak bővíteni morvaországi elemekkel, ám a kezdeményezés mások, mint František Palacký ausztroszlavista ellenállásán megbukott.
A morva nyelv tulajdonképpen a szlovák nyelv legközelebbi rokona, azaz a nyugat-szlovák nyelvjárásokkal mutat azonosságokat, szemben a szlovák irodalmi nyelv a cseh nyelvhez igencsak közel áll (részben tudatos fúzió okán). A morva tudatot és a nyelvet aztán a következő évtizedek során tudatosan próbálták elnyomni. A 19. század második felére lényegében kiszorult a morva nyelv az irodalom és az oktatás területéről, míg a Poroszországhoz tartozó Sziléziában főleg a katolikus egyház aktív közreműködése révén irodalmi formában megmaradt a morva nyelv, amelyben erős volt a germanizmus.
Napjainkban Csehországban háttérbe szorul a cseh irodalmi nyelv és előtérbe kerül a obcená čeština néven hívott közcseh. Ez már annyira elterjedt az országban, hogy nagymértékben homogenizálódott és a média nyelve is egyre inkább ez a nyelv. Az irodalmi cseh, azaz a spisovná čeština már csak az oktatásban, vagy a hivatali életben játszik szerepet. Egyre többen bevallják, hogy a cseh irodalmi nyelvet inkább a morvák beszélik, akik Csehországba érkeznek, vagy épp ott élnek. Ugyanakkor az elcsehesedett morvák nyelve, akik nem fogadják el, vagy nem tudják elfogadni a közcseh nyelvet. Mindez arra utal, hogy a morva nyelvnek Csehországban nagyon alacsony a presztízse. Morvaországban a közcseh erőszakos terjedésétől idegenkednek az emberek, ezért ragaszkodnak a területen az irodalmi cseh használatához, vagy pedig a morva nyelv bevezetéséhez. Hogy ez miként fog sikerülni, egyelőre kérdéses, de a morva sztenderdizálást már Zbyšek Šustek is javasolta 1998-ban Észtországban, amely azonban a morvák részéről mindenesetre tartózkodást váltana ki és a csehek megpróbálnának gúnyt űzni belőle. Maga az ötlet persze a nyugat-európai tendenciáknak megfelel, sőt, egyenes természetes folyamatnak tekinthető.

## Nyelvjárások

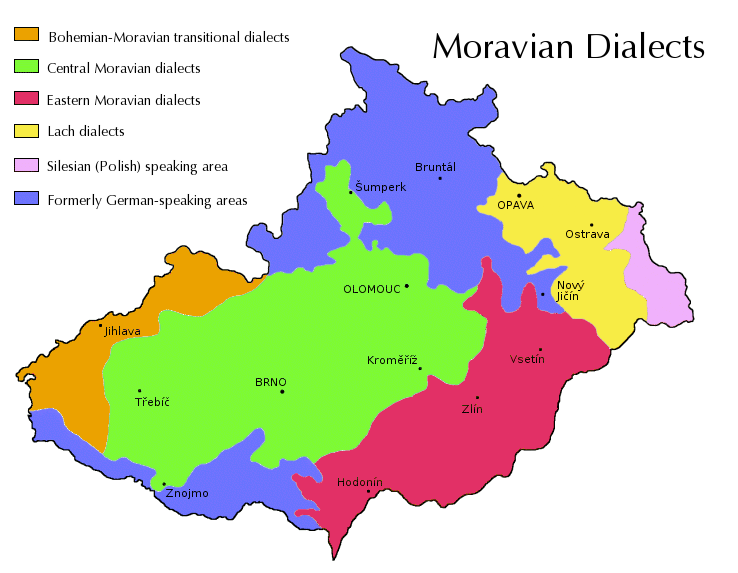
Dialektusok. narancs: cseh-morva vegyes nyelv, zöld: közép-morva, piros: keleti morva, sárga: lah nyelvjárás, lila: sziléziai, kék: korábban német nyelvű terület, jelenleg vegyes

A morva nyelvnek három fő nyelvjárási csoportja van:
1. A közép-morva nyelvjárások
2. A keleti morva nyelvjárások (ez a szlovák nyelv nyugati nyelvjárásához igen közel áll, egyesek még morva-szlovák nyelvjáráscsoportnak nevezik)
3. A sziléziai nyelvjáráscsoport (északi csoport), amelyet a Morva Sziléziában beszélnek. Egyesek lah nyelvjárásoknak is nevezik az itt használt dialektusokat

A közép-morva nyelvjárás északon Zábřeh és Šumperk városáig, délen az osztrák határig terjed egészen Olmütz és a morva főváros Brno irányába. A kelet-morva nyelvjárások a szlovák határ mentén vannak, amely a szomszédos szlovák nyelvjárásokkal egy kontinuumot alkot, a két nyelvjárás tulajdonképpen egymásba vált és szinte megegyezik, ahogy ez a szláv nyelveknél természetes. Az északi dialektuscsoport nyelvjárásai közelednek a lengyel és a sziléz nyelv felé, a sziléziai nyelvjárásokkal alkotnak kontinuumot.
A morvaországi németség elüldözése után Közép-Csehországból új lakók áramlottak be. Ezek nyelvjárása keveredett a morvával.

## Nyelvtani jellemzők
A morva a csehek számára aránylag jól érthető, de ugyan ez a helyzet több más szláv nyelv esetében is. A cseh nyelvben diftongizáció (ej, ou) kettőshangzók jelenléte figyelhető meg és kemények az u, i hangok hangsúlyozása. A morva nyelvben dediftongizáció érvényesül és a keményen ejtett, hosszú u, i magánhangzók lágyulnak az északi és keleti nyelvjárásokban.
A ragozásban a végződések is másként alakulnak a morvában mint a csehben. A tárgyeset végződése nőnemben a cseh nyelvben u, az eszközhatározóban diftongizálódik a végződés. A morva nyelvben e-re változik a végződés.
A szókészletnek hagyományosan megvannak a maga sajátosságai. E tekintetben a morvának vannak olyan elemei, amelyekre példát a délszláv és a keleti szláv nyelvekben találhatunk, de a csehben nem.

## Beszélők
A legaktívabban a vidéki lakossága beszéli a morva nyelvet, a városi világban a beszélt nyelv bizonyos területeit a cseh irodalmi uralja, míg a fent említett okok miatt a közcseh nem tud meggyökerezni semmilyen formában.
1991-ben Morvaország hárommillió lakosa közül még mintegy egymillió ember vállalta morva identitását, de ami a nyelvet illeti, nem mindegyik morva vallotta magát morva anyanyelvűnek. 2001-ben már csak mindössze 380 ezer ember vallotta magát morvának (a nyelvvel kapcsolatban nincsenek adatok). Vélemények szerint a morvák a csehek velük szemben tanúsított diszkriminációja folytán bátortalanodtak el. A legújabb 2011-es adatok szerint azonban megint erősödött a morva nyelv és identitás vállalása (ekkor már 522,474 fő vallotta magát morvának), sőt, előtérbe került a sztenderdizálás is.